# Jens Julius Hansen
Jens Julius Hansen (født 1950) er en dansk tegner. Han arbejder som tegner på Horsens Folkeblad. Han blev verdenskendt på grund af sit bidrag til de 12 tegninger af Muhammed, der blev bragt i Jyllands-Posten den 30. september 2005. Han var skolelærer, og tegnede i sin frihed. Tegnerriet blev mere og mere seriøst, og han blev tegner på fuldtid.Han er blandt andet også skaberen af den danske kravlenisse Julius og den øvrige Julius-familie. 